# Fred Lorz
Frederick Lorz (Nova Iorque, 5 de junho de 1884 – Nova Iorque, 4 de fevereiro de 1914) foi um corredor norte-americano de longa distância.
Lorz ficou conhecido nos anais dos Jogos Olímpicos por ter sido o corredor que 'não-venceu' a maratona do Jogos de Saint Louis em 1904.  Durante a prova, disputada sob calor numa estrada poeirenta, Lorz sucumbiu a exaustão após quinze quilômetros de percurso e aceitou uma carona no carro de seu empresário durante cerca de dez milhas. Descansado e reanimado com líquidos, ele desceu do carro e completou a prova correndo, entrando no estádio olímpico e cruzando a fita de chegada comemorando como vencedor.
Após as comemorações, Lorz admitiu aos fiscais da prova que tinha pegado uma carona e que tudo não passava de uma brincadeira, depois que um espectador fez a denúncia de que ele não tinha completado todo o percurso correndo. O vencedor acabou sendo o segundo a cruzar a linha de chegada, Thomas Hicks, que teve de ser reanimado varias vezes a base de conhaque e ovos crus, fez a prova em péssimas condições físicas e próximo a um colapso, correndo risco de morte.
Lorz acabou sendo banido do esporte pela União Atlética Amadora dos Estados Unidos, mas poucos meses depois foi perdoado, vencendo então legitimamente a Maratona de Boston de 1905. Morreu em fevereiro de 1914, vitimado por uma pneumonia, com apenas 29 anos de idade.